# 第5諸兵科連合軍 (ロシア陸軍)
第5親衛諸兵科連合軍（だい5しんえいしょへいかれんごうぐん、ロシア語: 5-я гвардейская общевойсковая армия）は、ロシア陸軍の軍。東部軍管区隷下。

## 沿革

### ロシア内戦初期
1918年3月17日、ロシア内戦の影響に伴い、赤軍の第5軍としてウクライナ・ソビエト社会主義共和国で創設され、4月10日に第2特殊軍に改名された。
1918年4月中旬、ドンバスで再度編成され6月23日の命令でクリメント・ヴォロシーロフ率いる支隊に統合された。

### ロシア内戦東部戦線
1918年8月16日カザン地区の部隊から第5軍は創設された。2020年から赤軍東部戦線の一部となり、2022年9月6日に解散した。
1922年11月16日に極東共和国人民革命軍から改編されて再度創設され、内戦終結後の1924年6月に解散した。傘下部隊はシベリア軍管区の第18軍団と第19軍団に移管された。

### 第二次世界大戦
1939年9月28日、第二次世界大戦の影響に伴い、ウクライナ・ソビエト社会主義共和国で再編された。
1939年9月からソビエト連邦によるポーランド侵攻、独ソ戦に投入され、1941年9月に大損害を受けて部隊が壊滅した。
1941年10月、第32狙撃師団、第133狙撃師団、第18戦車旅団、第19戦車旅団、第20戦車旅団を基幹にロシア・ソビエト連邦社会主義共和国で再編された。
1945年8月、満洲で降伏した日本軍の武装解除に参加し、戦争犯罪の可能性も指摘された。

### 冷戦
1968年2月、赤旗勲章を授与された。

### ロシア陸軍
1992年5月、ソビエト連邦の崩壊とロシアの独立で創設されたロシア陸軍に編入した。
2021年12月、ジューコフ勲章を授与された。

### ロシアのウクライナ侵攻

#### 北部・キーウ戦線
2022年2月24日、ロシアのウクライナ侵攻ではベラルーシに配備され、第29諸兵科連合軍、第35諸兵科連合軍と合同で攻勢を開始し、北部キーウ州チェルノブイリを占領したが、4月にキーウ州から撤退した。

#### 東部・南ドネツク戦線
2022年3月、第127自動車化狙撃師団が東部ドネツィク州ヴォルノヴァーハ地区で攻勢を開始したが、アレクサンドル・ブリノフ副師団長、第872自走砲連隊のフョードル・ソロヴィヨフ連隊長が戦死し、ゼレネ・ポレ（ヴェリカ・ノヴォシルカ・フロマーダ）で撃退された。

#### 東部・アウディーイウカ戦線
2022年4月、第60独立自動車化狙撃旅団が東部ドネツィク州ポクロウシク地区で攻勢を開始したが、オチェレティネで撃退された。

#### 東部・セベロドネツク戦線
2022年4月、激戦地の東部ルハーンシク州セヴェロドネツィク地区に再配置されて攻勢を開始したが、第57独立親衛自動車化狙撃旅団が撃退された。6月には第2親衛軍団、第8親衛諸兵科連合軍、第58諸兵科連合軍、第1軍団、第90親衛戦車師団と合同で攻勢を開始し、同月にセヴェロドネツィクを占領した。

#### 東部・バフムート戦線
2022年6月、東部ドネツィク州バフムート地区で攻勢を開始したが、ソレダルで撃退された。

#### 南部・ヘルソン戦線
2022年8月、南部ヘルソン州ヘルソン地区に再配置されたが、第127自動車化狙撃師団隷下の第114親衛自動車化狙撃連隊のパベル・アパノヴィチ副連隊長が戦死し、11月にウクライナ軍の攻勢でヘルソンを解放されてドニエプル川西岸から撤退した。

#### 東部・バフムート戦線
2022年12月、第57独立親衛自動車化狙撃旅団が激戦地の東部ドネツィク州バフムート地区に再配置され、ワグネル・グループを火力支援し、2023年4月に第305砲兵旅団が再配置され、ワグネル・グループをさらに火力支援し、5月にバフムートを占領した。6月にはウクライナ軍が攻勢を開始し、クリシチウカ（バフムート・フロマーダ）を解放された。

#### 南部・ザポリージャ戦線
2023年4月、第127自動車化狙撃師団が南部ザポリージャ州ポロヒー地区に再配置され、フリャイポレに展開した。

#### 東部・南ドネツク戦線
2023年6月、第127自動車化狙撃師団、第60独立自動車化狙撃旅団、第305砲兵旅団が東部ドネツィク州ヴォルノヴァーハ地区に再配置され、第35独立海兵旅団、第38独立海兵旅団の攻勢を防御したが、ストロジェベ、ウロジャイネを解放された。
2023年12月、第57独立親衛自動車化狙撃旅団が東部ドネツィク州ヴォルノヴァーハ地区に再配置され、ヴフレダールに展開した。
2024年4月1日、ウラジーミル・プーチン大統領から、名誉称号「親衛隊」を授与された。

## 編制
- 第80司令部旅団（ロシア語版）（ウスリースク）
- 第127自動車化狙撃師団（ウスリースク）
- 第57独立親衛自動車化狙撃旅団（ビキン）
- 第60独立自動車化狙撃旅団（カメニ＝ルイボロフ）
- 第305砲兵旅団（ロシア語版）
- 第20親衛ミサイル旅団
- 第8親衛対空ミサイル旅団（ロシア語版）

- 第35工兵連隊
- 第25親衛NBC防護連隊（レソザヴォーツク）
- 第237独立通信大隊
- 第78独立スペツナズ中隊
- 第641防空指揮所
- 第79通信センター
- 第237武器保管基地
- 第245武器保管基地
- 第247武器保管基地

## 出身者
- アレクサンドル・ドヴォルニコフ
- アンドレイ・セルジュコフ
- イーゴリ・ロジオノフ
- イワン・チスチャコフ
- イワン・フェジュニンスキー
- ヴァシーリー・ペトローフ
- ニコライ・クルイロフ
- ピョートル・コシェヴォーイ
- ヤーコフ・チェレヴィチェンコ
- レオニード・ゴヴォロフ
- ロマン・クトゥーゾフ